# Вронки (місто)
Вронки (пол. Wronki) — місто в північно-західній Польщі, входить до складу Шамотульського повіту Великопольського воєводства. Розташоване у долині річки Варта.

## Визначні місця
У місті знаходиться найбільша в Польщі в'язниця, в якій утримували українців-політв'язнів Другої Польської Республіки. Її описав Юрій Федорів (літературний псевдонім — Юрій Мозіль) у книжці «На Вронках. Спомини політв'язня» (1959).

## Демографія
Демографічна структура станом на 31 березня 2011 року:
|          | Загалом | Допрацездатний вік | Працездатний вік | Постпрацездатний вік |
| -------- | ------- | ------------------ | ---------------- | -------------------- |
| Чоловіки | 5663    | 1099               | 4053             | 511                  |
| Жінки    | 5948    | 1012               | 3592             | 1344                 |
| Разом    | 11611   | 2111               | 7645             | 1855                 |